# Malene
Malene er et pigenavn, der er afledt af Magdalene. Navnet forekommer også i formerne Marlene og Marleen. Omkring 14.500 danskere bærer et af disse navne ifølge Danmarks Statistik.

## Kendte personer med navnet
- Marlene Dietrich, tysk-amerikansk sanger og skuespiller.
- Malene Hauxner, dansk landskabsarkitekt.
- Malene Mortensen, dansk sanger.
- Malene Schwartz, dansk skuespiller.
- Malene Hasselblad, vinder af Robinson Ekspeditionen og brevkasseredaktør

## Navnet anvendt i fiktion
- Lili Marleen er titlen på en sang, der er kendt fra 2. verdenskrig. Lili Marleen er også titlen på en film fra 1981 af Rainer Werner Fassbinder.
- En af hovedpersonerne i Christian Jungersens roman Undtagelsen hedder Malene.
- Malenes forklaring er en roman for unge af Martin Petersen.
- Frøken Malene er titlen på et af Grimms eventyr.
- I tegneserien Steen og Stoffer forekommer ind imellem en babysitter ved navn Marlene.
- "Malene" - sang af Sys Bjerre fra 2008